# Manuel Herrera (militar)
Manuel Herrera (Venezuela, 1830-Colombia, mayo de 1887) fue un militar venezolano afecto al partido conservador.

## Biografía
Como comandante militar de Ospino, en el estado Portuguesa, Herrera derrota a las tropas federalistas del general Antolino Álvarez y de Francisco Iriarte en marzo de 1859, recuperando la plaza de Guanare. El 6 de abril de 1859 es derrotado en la batalla de La Galera de Araure por las fuerzas de Ezequiel Zamora, pero en mayo de 1859 defiende exitosamente a Guanare contra los ataques tanto de Zamora como de Antolino Álvarez. El 17 de febrero de 1860 participa en la batalla de Coplé y dirige operaciones en Portuguesa, después de la dispersión de los federalistas en marzo de 1860.
En abril de 1860 ocupa nuevamente Guanare y en mayo de 1860 se dedica a perseguir a guerrilleros federalistas de occidente. El 21 de enero de 1861, Herrera triunfa en la batalla de la Mesa de Barinas y persigue a las tropas del general Pedro Manuel Rojas hacia alto Apure hasta cruzar la frontera con Colombia. El 11 de agosto de 1861, Herrera es asediado por Rojas al regresar a territorio venezolano y debe retirarse hasta Barinas, donde en julio de 1861 agrupa sus fuerzas con las del comandante Francisco Miguel Arroyo en el pueblo de Obispos. Ascendido a coronel, participa en la batalla de Gavilán contra las tropas del mismo Rojas. En febrero de 1862, retirado en Barinas, es sometido a juicio.
Años más tarde, entre octubre de 1868 y diciembre de 1869, vuelve a figurar en apoyo a la Revolución Azul, persiguiendo al general Matías Salazar y participando en la batalla de Las Palomeras el 21 de diciembre de 1869. En abril de 1870, comisionado al estado Zulia, organiza la resistencia de las fuerzas azules y combate contra los ejércitos del general Antonio Guzmán Blanco en operaciones de guerrilla en los estados Lara y Portuguesa entre mayo y diciembre de 1870, resultando herido en la batalla de La Mora el 14 de septiembre de 1870. Herrera participa en la expedición sobre Apure en marzo de 1871 y regresa a Guanare en mayo. En diciembre de 1871 se incorpora a las fuerzas del general Adolfo Olivo, el Chingo, en San Fernando de Apure, y toma parte en las batalla de Arauca en enero del año siguiente, y luego de las derrotas sufridas por los conservadores busca refugio en Colombia, donde permanece exiliado hasta su muerte.